# Xylomya
Xylomya (лат.) — род двукрылых из семейства древесинниц (Xylomyidae).

## Описание
Тело имаго тёмное длиной 8,0—15,0 мм. На среднеспинке и брюшке имеются жёлтые и рыжие пятна и полосы. Бёдра задних ног не утолщены и снизу без шипиков. Щупики состоят из одного членика. Вдоль основания первого тергита брюшка идёт узкая светлая полоса.
Тело личинки длиной более 14 мм, сплюснуто дорсовентрально. Кутикула покрыта овальными и многоугольными пластинками. Перед дыхальцами на переднегруди находятся небольшие выемки. Дыхательная система амфипнейстического типа.

## Биология
Личинки развиваются под корой и во влажной трухе лиственных деревьев: маакии, бархата, калопанакса, тополя, дуба, вяза, бука и др. Молодые личинки предпочитают повреждённые участки коры, через которые выделяются соки растения, взрослые личинки распределяются по всему стволу. По характеру питания личинки — некро-ксило-сапрофаги.

## Классификация
В мировой фауне насчитывается около 35 видов.
- Xylomya alamaculata Yang & Nagatomi, 1993
- Xylomya americana (Wiedemann, 1821)
- Xylomya aterrima Johnson, 1903
- Xylomya chekiangensis (Ouchi, 1938)
- Xylomya ciscaucasica (Pleske, 1928)
- Xylomya czekanovskii (Pleske, 1925)
- Xylomya decora Yang & Nagatomi, 1993
- Xylomya elongata (Osten Sacken, 1886)
- Xylomya fasciatus (Say, 1829)
- Xylomya galloisi (Seguy, 1956)
- Xylomya gracilicorpus Yang & Nagatomi, 1993
- Xylomya longicornis (Matsumura, 1915)
- Xylomya luteicornis (Frey, 1960)
- Xylomya maculata (Meigen, 1804)
- Xylomya matsumurai (Nagatomi & Tanaka, 1971)
- Xylomya mlokosiewczi (Pleske, 1925)
- Xylomya moiwana (Matsumura, 1915)
- Xylomya pallidifemur Malloch, 1917
- Xylomya parens (Williston, 1885)
- Xylomya prista (Enderlein, 1913)
- Xylomya sauteri (James, 1939)
- Xylomya semimaculata (Frey, 1960)
- Xylomya shikokuana (Miyatake, 1965)
- Xylomya sichuanensis Yang & Nagatomi, 1993
- Xylomya simillima Steyskal, 1947
- Xylomya sinica Yang & Nagatomi, 1993
- Xylomya sordida (Pleske, 1928)
- Xylomya tenthredinoides (Wulp, 1867)
- Xylomya terminalis Vasey, 1977
- Xylomya trinotata (Bigot, 1880)
- Xylomya tuvensis Krivosheina, 1999
- Xylomya varia (Meigen, 1820)
- Xylomya xixana Yang, Gao & An, 2002
- Xylomya yasumatsui (Nagatomi & Tanaka, 1971)
- Xylomya zhelochovtsevi Krivosheina, 1999

## Распространение
Представители рода встречаются в Палеарктической, Неарктической, Неотропической. В Палеарктике известно около 12 видов.